# کوندیاوا
کوندیاوا مرکز استان چیمبو، واقع در کشور پاپوآ گینه نو است. این شهر در کنار شاهراه هایلندز قرار دارد.